# Skin (informatika)
Skin (přenesený význam anglického slova „kůže/pokožka“) je vlastní volitelný grafický vzhled nějaké aplikace nebo webové stránky. Skin má vliv pouze na vzhled, obsah zůstává nezměněn.

## Skiny aplikací
Skiny aplikací jsou většinou připojené knihovny nebo zazipované grafické předlohy spolu s nějakými definičními soubory. Asi nejznámějším příkladem skinovatelné aplikace je přehrávač Winamp, nebo též PC hra Counter-Strike: Source.

## Skiny webových stránek
Skinování webových stránek se provádí pomocí připojení alternativních kaskádových stylů. Na českém internetu se uživatel nejvíce potká se skinovatelností některých služeb seznam.cz